# Diocesi di Viterbo

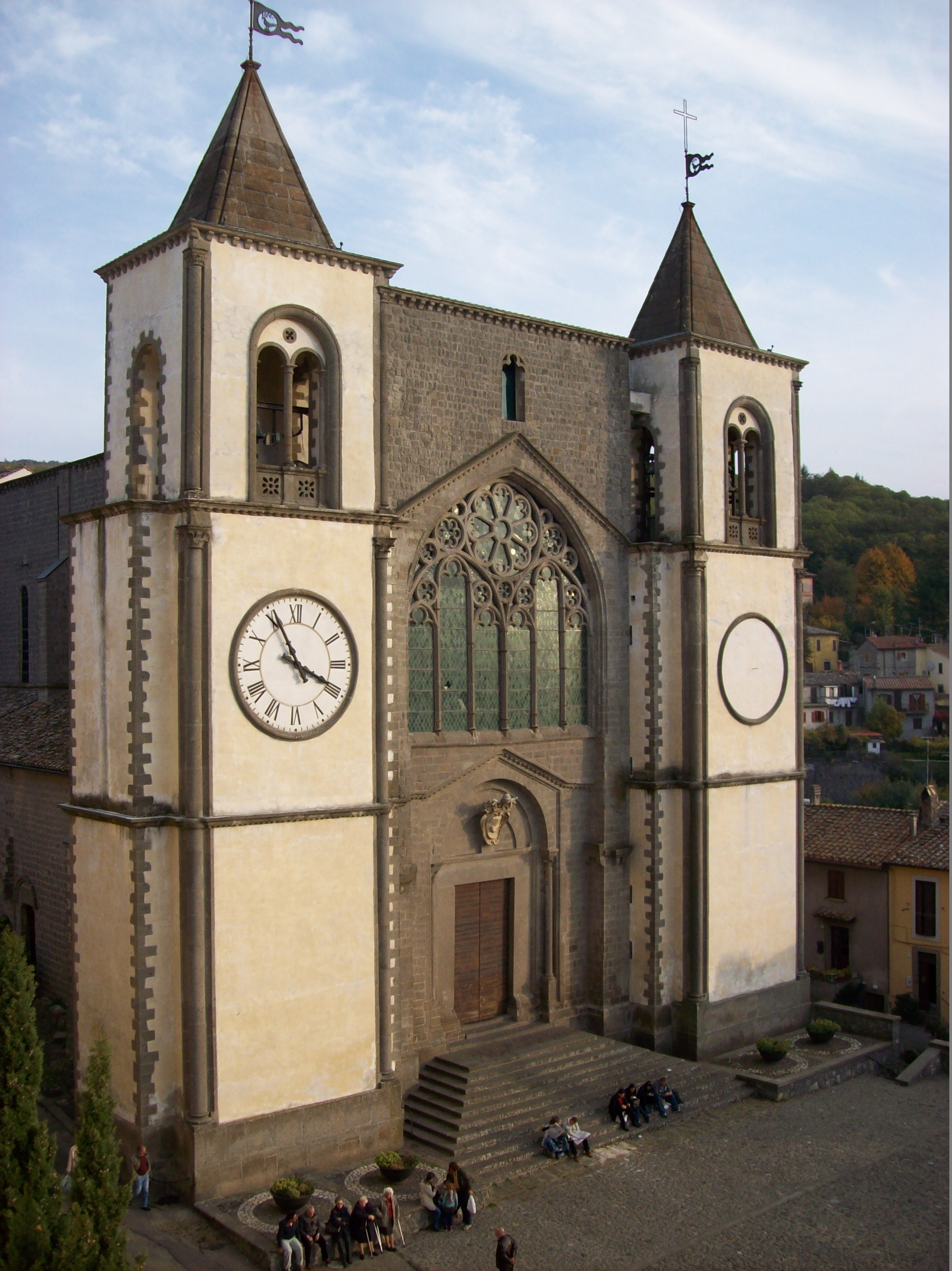
L'abbazia di San Martino al Cimino.

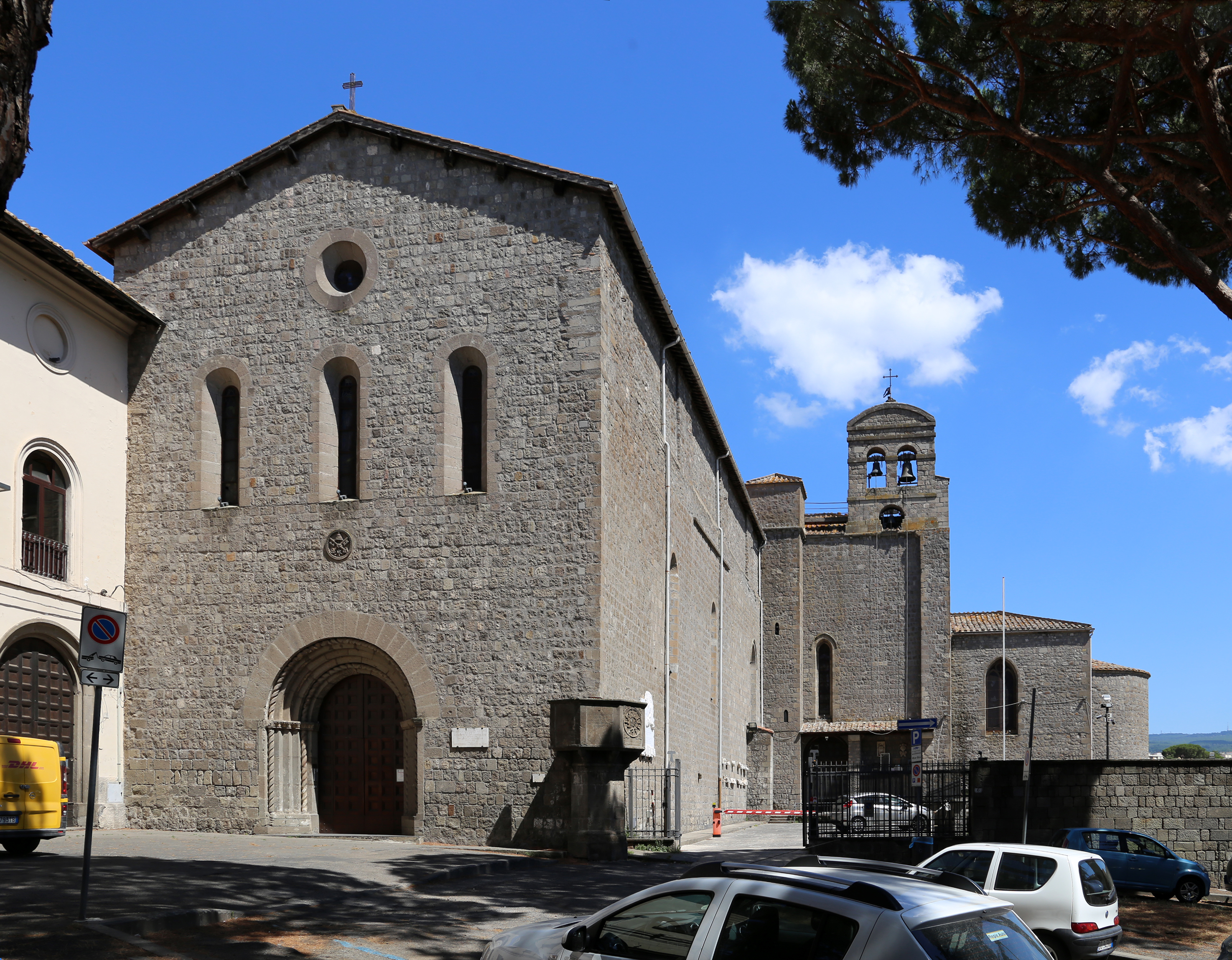
La basilica di San Francesco alla Rocca; al suo interno si trovano i monumenti sepolcrali di papa Adriano V (1276), attribuito ad Arnolfo di Cambio, e di papa Clemente IV (1265-1268), realizzato da Pietro di Oderisio nel 1270.

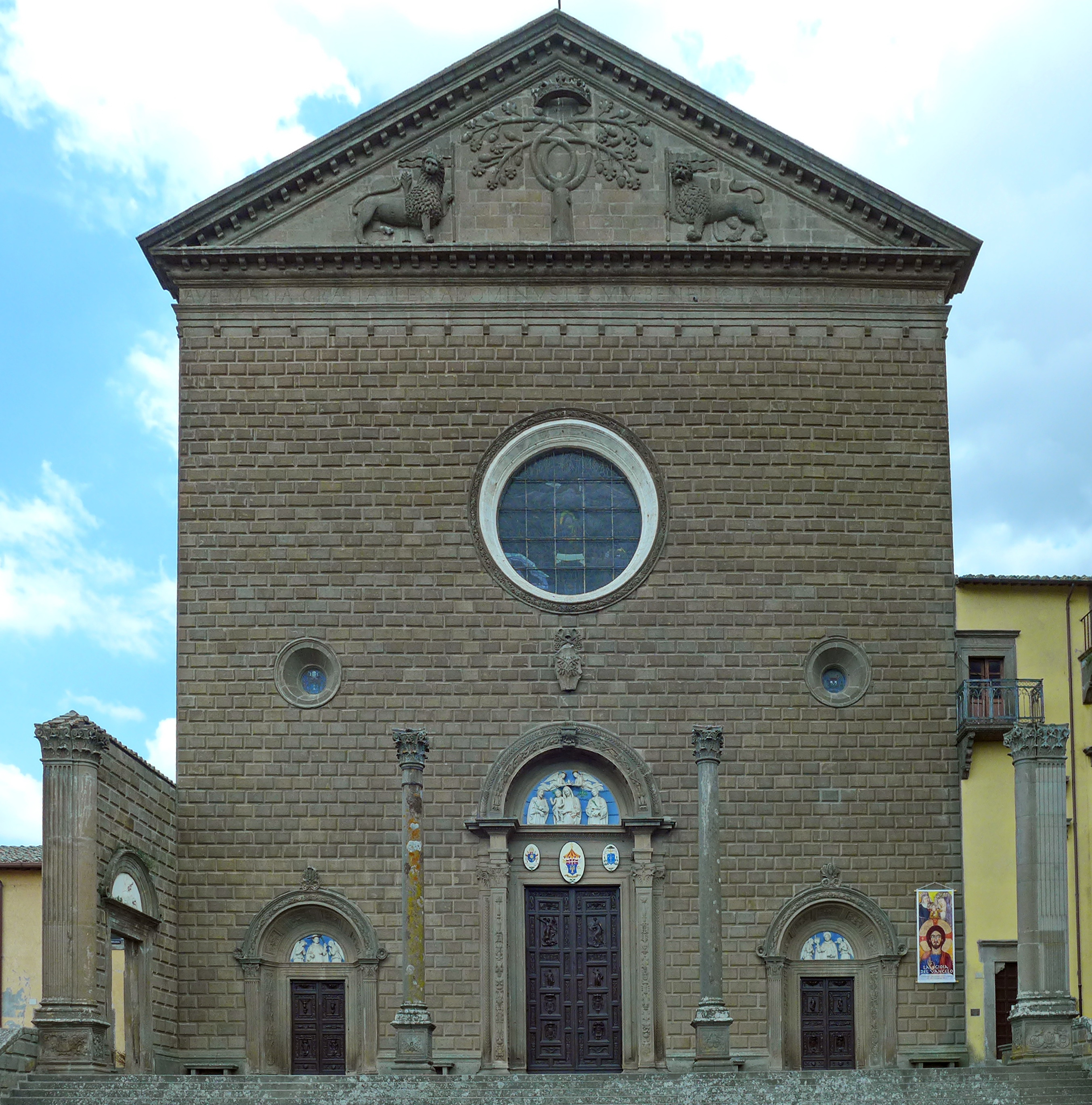
Facciata della basilica e santuario di Santa Maria della Quercia, nella frazione La Quercia di Viterbo.

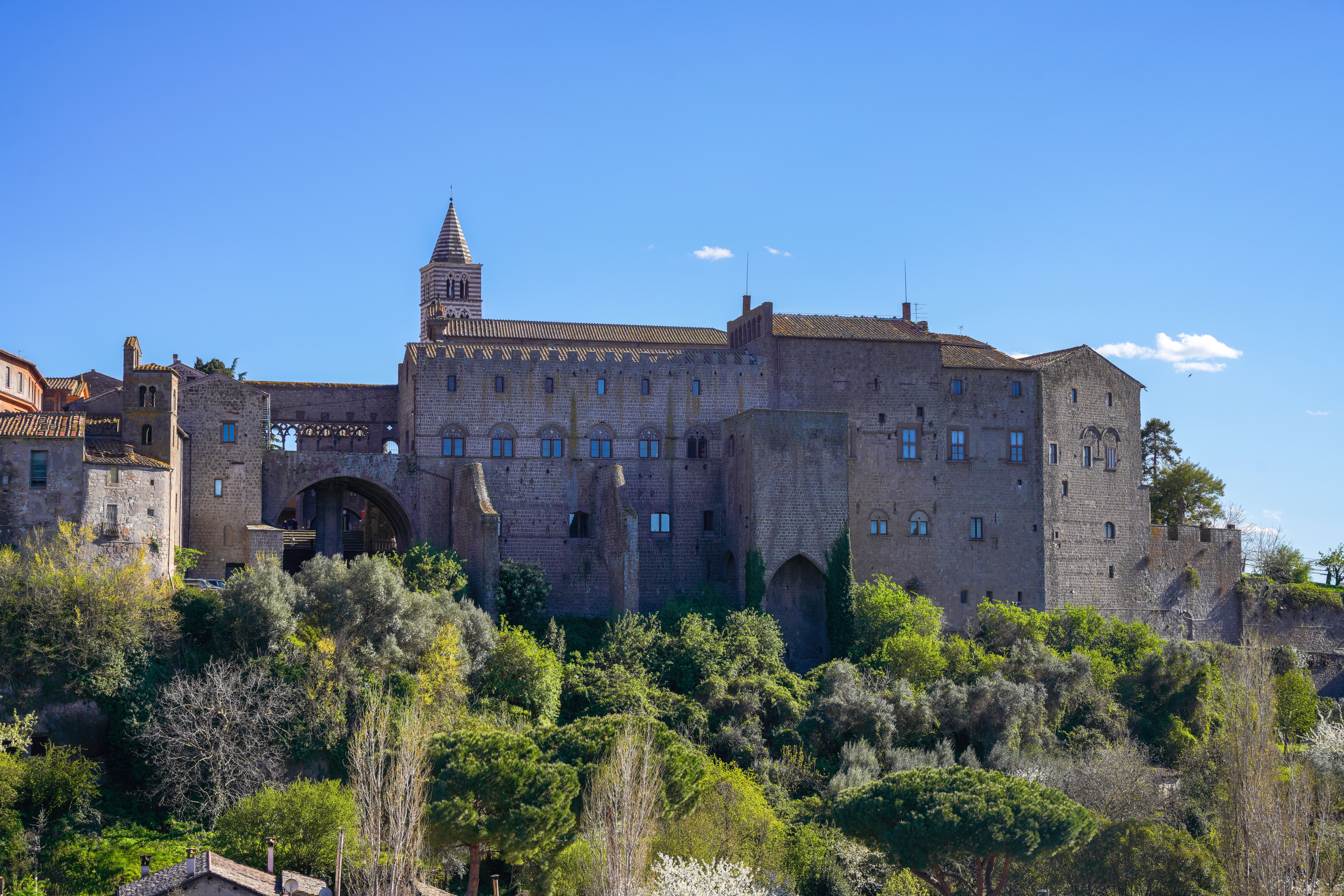
Il palazzo dei papi di Viterbo.

La diocesi di Viterbo (in latino Dioecesis Viterbiensis) è una sede della Chiesa cattolica in Italia immediatamente soggetta alla Santa Sede appartenente alla regione ecclesiastica Lazio. Nel 2023 contava 194.400 battezzati su 201.927 abitanti. È retta dal vescovo Orazio Francesco Piazza.
Alla diocesi è unito il titolo abbaziale di San Martino al Cimino.

## Territorio
La diocesi comprende 35 comuni della provincia di Viterbo: Acquapendente, Arlena di Castro, Bagnoregio, Barbarano Romano, Blera, Bomarzo, Canepina, Canino, Capodimonte, Castiglione in Teverina, Celleno, Cellere, Civitella d'Agliano, Farnese, Graffignano, Grotte di Castro, Gradoli, Ischia di Castro, Latera, Lubriano, Marta, Montefiascone, Onano, Oriolo Romano, Piansano, Proceno, San Lorenzo Nuovo, Tessennano, Tuscania, Valentano, Vejano, Vetralla, Villa San Giovanni in Tuscia, Viterbo e Vitorchiano.
Sede vescovile è la città di Viterbo, dove si trova la cattedrale di San Lorenzo. Nel territorio diocesano sorgono anche cinque concattedrali: Santa Margherita a Montefiascone, San Giacomo a Tuscania, Santi Nicola e Donato a Bagnoregio, Santo Sepolcro ad Acquapendente, e San Martino a San Martino al Cimino.
Sono riconosciute come basiliche minori, oltre alla cattedrale e alle concattedrali, le seguenti chiese: San Flaviano a Montefiascone, San Francesco alla Rocca a Viterbo, Santa Maria della Quercia nella frazione La Quercia di Viterbo, e Santa Maria del Suffragio a Grotte di Castro. Queste ultime due chiese sono annoverate anche fra i santuari diocesani, assieme a quelli del Santissimo Crocifisso a Castro, della Madonna del Monte a Marta, della Madonna del Castellonchio a Graffignano e del santuario della Santa Corona a Canepina.
Il territorio si estende su 2.161 km² ed è suddiviso in 99 parrocchie, raggruppate in 6 zone pastorali: Acquapendente, Bagnoregio, Montefiascone, Tuscania/Valentano, Vetralla, Viterbo.

## Storia
A partire dal XII secolo crebbe l'importanza economica e politica di Viterbo, da sempre parte della diocesi di Tuscania, ma già da tempo capoluogo di un distretto civile (il comitatus Viterbiensis); nel 1116 accolse per un breve periodo papa Pasquale II; nel 1118 l'imperatore Enrico V dichiarò Viterbo "città libera" e confermò tutte le istituzioni comunali; nel 1145 papa Eugenio III, in fuga da Roma, trovò rifugio a Viterbo, dove rimase per otto mesi; alla stessa scelta ricorse in più occasioni papa Adriano IV (1154-1159); la città si trovò spesso al centro delle lotte tra papato e impero nel corso della seconda metà del XII secolo. «La prevalenza della città nella regione era assoluta ed elevarla a sede vescovile non solo era divenuto opportuno, ma necessario».
La diocesi di Viterbo è stata eretta da papa Celestino III fra il 3 agosto ed il 4 ottobre 1192. La bolla di erezione è andata persa, ma il successore di Celestino, papa Innocenzo III, con la bolla Ex privilegio del 12 ottobre 1207 confermava le decisioni del predecessore, e cioè che «Viterbiense oppidum onorabile civitatis nomine insignivit et pontificalis cathedrae honore decoravit», ed inoltre che la nuova diocesi restasse «specialiter unita» alla diocesi di Tuscania.
Primo vescovo delle sedi unite fu Giovanni, dal 1189 cardinale del titolo di San Clemente, che portò il doppio appellativo di episcopus Viterbiensis et Tuscanensis. Le due sedi rimasero unite fino al 1986, cioè per quasi ottocento anni. Tuttavia il clero e il capitolo di Tuscania sollevarono periodicamente difficoltà ad accettare l'unione con Viterbo. Nel 1294 papa Celestino V dovette confermare nuovamente le decisioni prese dai suoi predecessori. In seguito fu deciso che per gli atti vescovili redatti a Tuscania, il titolo fosse episcopus Tuscanensis et Viterbiensis, mentre per gli atti redatti a Viterbo episcopus Viterbiensis et Tuscanensis. La querelle fu riaccesa nel XVII secolo; la Rota Romana nel 1614 «stabilì che cathedras Tuscanenses et Viterbienses esse aeque principaliter unitas», ossia che le cattedre di Tuscania e di Viterbo erano unite aeque principaliter.
Nella seconda metà del Duecento, fra il 1254 e il 1280, Viterbo fu sede dei papi e della Curia romana. Per questo motivo il palazzo vescovile fu trasformato in residenza pontificia, che ospitò, più o meno stabilmente, otto pontefici, da Alessandro IV a Niccolò III. In questo periodo a Viterbo si svolsero diversi conclavi, tra cui il più lungo della storia, quello durato ben 1006 giorni, tra il 1268 e il 1271, per l'elezione di papa Gregorio X.
Per consolidare ed affermare la propria effettiva giurisdizione sul territorio, i vescovi di Viterbo celebrarono fin dagli inizi dei sinodi diocesani; le più antiche costituzioni, probabilmente frutto di un sinodo, furono quelle pubblicate nel 1254 dal vescovo Alferio; del XIV secolo sono noti quattro sinodi, tre celebrati da Angelo Tignosi (1320, 1323 e 1339) e uno da Niccolò de' Vetuli, a Montalto nel 1356.
Nel 1523 la diocesi di Nepi, che era unita alla diocesi di Sutri, fu conferita in amministrazione apostolica al vescovo di Viterbo, il cardinale Egidio da Viterbo;  ma alla sua morte, nel 1532, fu ripristinata l'unione di Nepi con Sutri.
Nel periodo post-tridentino, i vescovi si impegnarono attivamente nell'attuazione dei decreti del concilio, attraverso una serie di sinodi diocesani, il primo dei quali indetto da Sebastiano Gualterio (1551-1566), e di visite pastorali, di cui la prima fu quella attuata nel 1573-1574. «Nel corso di questa visita le chiese collegiate, parrocchiali, di confraternite e di monasteri (compresi quelli maschili) sono 171 ma solo 19 erano qualificate collegiate e parrocchiali. Nel censimento del 1639, ordinato da Brancaccio, le parrocchie della città erano diciassette, con una popolazione di 11.671 anime; nel resto della diocesi vi erano probabilmente altre sedici chiese parrocchiali oltre a un centinaio di chiese di monasteri e luoghi pii.»
A metà dell'Ottocento fu annesso alla diocesi viterbese il territorio di Canepina, che faceva parte della diocesi di Civita Castellana, Orte e Gallese.
Il 2 maggio 1936 con la bolla Ad maius christiani di papa Pio XI le fu unita in perpetuo ed aeque principaliter l'abbazia territoriale di San Martino al Cimino.
L'8 giugno 1970 Luigi Boccadoro, già vescovo di Montefiascone e di Acquapendente, fu nominato anche vescovo di Viterbo e Tuscania e abate di San Martino al Cimino, unendo così in persona episcopi le cinque sedi. L'anno seguente lo stesso vescovo fu nominato amministratore apostolico della diocesi di Bagnoregio. Questo fu il primo passo di un lungo processo che portò all'unificazione di tutte le diocesi del viterbese. Con la bolla Qui non sine del 27 marzo 1986 papa Giovanni Paolo II soppresse le diocesi di Tuscania, di Montefiascone, di Bagnoregio, di Acquapendente e l'abbazia territoriale di san Martino al Cimino e stabilì che i relativi territori fossero aggregati alla diocesi di Viterbo. Con la stessa bolla il pontefice diede alla diocesi come patrona Maria Santissima venerata con il titolo di "Madonna della Quercia".
Nel 1998 è sorto a Viterbo l'Istituto Teologico San Pietro, con le due facoltà di filosofia e di teologia, affiliate al Pontificio ateneo Sant'Anselmo di Roma. L'Istituto riunisce in sé tre precedenti istituzioni: la scuola di teologia del seminario interdiocesano viterbese, l'istituto filosofico-teologico dei Cappuccini e l'analoga istituzione dei Giuseppini del Murialdo. L'Istituto ha sede a Viterbo nell'Istituto "San Pietro" dei Giuseppini del Murialdo, sito in Viale Diaz, 25.
Il 26 maggio 2004 è stato inaugurato il «Centro diocesano di documentazione per la storia e la cultura religiosa di Viterbo» (CE.DI.DO.), che raccoglie in un unico complesso gli archivi storici della diocesi, del capitolo, delle singole parrocchie e delle confraternite diocesane, nonché le biblioteche del capitolo e degli antichi seminari di Viterbo e di Tuscania.

## Cronotassi dei vescovi
Si omettono i periodi di sede vacante non superiori ai 2 anni o non storicamente accertati.

### Vescovi di Viterbo e Tuscania
- Giovanni I † (agosto/ottobre 1192 - dopo il 6 aprile[18] 1199 nominato cardinale-vescovo di Albano)
- Raniero † (1199 - circa 1222 deceduto)
- Filippo † (1223 o 1224 - dopo il 1226)[19]
  - Raniero Capocci, O.Cist. † (menzionato nel 1231) (amministratore apostolico)[20]
- Nicola † (6 ottobre 1233 - ?)[21]
- Matteo † (menzionato nel 1235)[22]
  - Raniero Capocci, O.Cist. † (prima di marzo 1243 - 1245 dimesso) (amministratore apostolico)[20]
- Scambio Aliotti † (15 giugno 1245 - dopo maggio 1253 deceduto)
- Alferio † (27 gennaio 1254 - dopo aprile 1258 deceduto)[23]
- Pietro I † (menzionato a marzo e aprile 1259)[24]
- Filippo, O.F.M. † (prima di novembre 1263 - dopo settembre 1285 deceduto)[25]
- Pietro II (di Romanuccio Capocci ?) † (24 agosto 1286 - circa 1312 deceduto)
- Giovanni di Veroli † (10 marzo 1312 - 1318 dimesso)
- Angelo Tignosi † (19 marzo 1318 - 18 dicembre 1343 deceduto)
- Bernardo del Lago † (6 febbraio 1344 - 14 luglio 1347 deceduto)
- Pietro III † (13 maggio 1348 - 15 luglio 1348 nominato vescovo di Verona)
- Giovanni III † (15 luglio 1348 - 1348 deceduto)
- Pietro Dupin † (10 dicembre 1348 - 18 novembre 1350 nominato arcivescovo di Benevento)
- Niccolò de' Vetuli † (19 novembre 1350 - luglio 1385 deceduto)
- Giacomo † (3 settembre 1385 - 1389 deceduto)
  - Lucido di Norcia, O.E.S.A. † (14 dicembre 1390 - 1394 espulso) (antivescovo)[26]
- Ambrogio da Parma † (1389 - circa 1391 deceduto)
- Giacomo Ranieri † (1391 - 12 luglio 1417 deceduto)
- Giacomo di Angeluccio Uguzzolini (de' Gozzadini) † (17 dicembre 1417 - 2 maggio 1429 deceduto)
- Giovanni Cecchini Caranzoni † (10 febbraio 1430 - 1460 deceduto)
- Pietro di Francesco Gennari † (19 maggio 1460 - 4 agosto 1472 deceduto)
- Francesco Maria Scelloni, O.F.M. † (31 agosto 1472 - 5 dicembre 1491 deceduto)[27]
- Matteo Cybo † (12 dicembre 1491 - 1498 deceduto)
  - Raffaele Sansoni Riario † (24 agosto 1498 - 16 settembre 1506 dimesso) (amministratore apostolico)
- Ottaviano Visconti Riario † (16 settembre 1506 - 6 ottobre 1523 deceduto)
- Egidio da Viterbo, O.E.S.A. † (2 dicembre 1523 - 12 novembre 1532 deceduto)
  - Niccolò Ridolfi † (16 novembre 1532 - 6 giugno 1533 dimesso) (amministratore apostolico)
- Giampietro Grassi † (6 giugno 1533 - agosto 1538 deceduto)
  - Niccolò Ridolfi † (8 agosto 1538 - 25 maggio 1548 dimesso) (amministratore apostolico)
- Niccolò di Antonio Ugolini † (25 maggio 1548 - 2 novembre 1550 deceduto)
- Sebastiano Gualterio † (30 gennaio 1551 - 16 settembre 1566 deceduto)
  - Giovanni Francesco Gambara † (7 ottobre 1566 - 28 marzo 1576 dimesso) (amministratore apostolico)
- Carlo Montigli † (28 marzo 1576 - 10 aprile 1594 deceduto)
- Girolamo Matteucci † (5 dicembre 1594 - 21 gennaio 1609 deceduto)
- Lanfranco Margotti † (26 gennaio 1609 - 28 novembre 1611 deceduto)
- Tiberio Muti † (19 dicembre 1611 - 14 aprile 1636 deceduto)
- Alessandro Cesarini Sforza † (14 maggio 1636 - 13 settembre 1638 dimesso)
- Francesco Maria Brancaccio † (13 settembre 1638 - 30 maggio 1670 dimesso)
- Stefano Brancaccio † (2 giugno 1670 - 8 settembre 1682 deceduto)
- Urbano Sacchetti † (29 marzo 1683 - 3 ottobre 1699 dimesso)
- Andrea Santacroce † (24 gennaio 1701 - 10 maggio 1712 deceduto)
- Michelangelo dei Conti † (1º agosto 1712 - 14 marzo 1719 dimesso, poi eletto papa col nome di Innocenzo XIII)
- Adriano Sermattei † (15 marzo 1719 - 9 aprile 1731 deceduto)
- Alessandro degli Abbati † (21 maggio 1731 - 30 aprile 1748 deceduto)
- Raniero Felice Simonetti † (6 maggio 1748 - 20 agosto 1749 deceduto)
- Giacomo Oddi † (22 settembre 1749 - 2 maggio 1770 deceduto)
- Francesco Angelo Pastrovich, O.F.M.Conv. † (14 dicembre 1772 - 4 aprile 1783 deceduto)
- Muzio Gallo † (14 febbraio 1785 - 13 dicembre 1801 deceduto)
- Dionisio Ridolfini Conestabile † (26 settembre 1803 - 17 dicembre 1806 deceduto)
- Antonio Gabriele Severoli † (11 gennaio 1808 - 8 settembre 1824 deceduto)
- Gaspare Bernardo Pianetti † (3 luglio 1826 - 4 marzo 1861 dimesso)
- Gaetano Bedini † (18 marzo 1861 - 6 settembre 1864 deceduto)
- Matteo Eustachio Gonella † (22 giugno 1866 - 15 aprile 1870 deceduto)
- Luigi Serafini † (27 giugno 1870 - 20 febbraio 1880 dimesso)
- Giovanni Battista Paolucci † (27 febbraio 1880 - 9 novembre 1892 deceduto)
- Eugenio Clari † (16 gennaio 1893 - 9 marzo 1899 deceduto)
- Antonio Maria Grasselli, O.F.M.Conv. † (19 giugno 1899 - 30 dicembre 1913 dimesso[28])
- Emidio Trenta † (17 luglio 1914 - 24 gennaio 1942 deceduto)
- Adelchi Albanesi † (14 aprile 1942 - 21 marzo 1970 deceduto)
- Luigi Boccadoro † (8 giugno 1970 - 27 marzo 1986 nominato vescovo di Viterbo)

### Vescovi di Viterbo
- Luigi Boccadoro † (27 marzo 1986 - 14 marzo 1987 ritirato)
- Fiorino Tagliaferri † (14 marzo 1987 - 30 giugno 1997 ritirato)
- Lorenzo Chiarinelli † (30 giugno 1997 - 11 dicembre 2010 ritirato)
- Lino Fumagalli (11 dicembre 2010 - 7 ottobre 2022 ritirato)
- Orazio Francesco Piazza, dal 7 ottobre 2022

## Statistiche
La diocesi nel 2023 su una popolazione di 201.927 persone contava 194.400 battezzati, corrispondenti al 96,3% del totale.
| anno | popolazione | popolazione | popolazione | presbiteri | presbiteri | presbiteri | presbiteri                | diaconi | religiosi | religiosi | parrocchie |
| anno | battezzati  | totale      | %           | numero     | secolari   | regolari   | battezzati per presbitero | diaconi | uomini    | donne     | parrocchie |
| ---- | ----------- | ----------- | ----------- | ---------- | ---------- | ---------- | ------------------------- | ------- | --------- | --------- | ---------- |
| 1950 | 73.406      | 73.480      | 99,9        | 112        | 66         | 46         | 655                       |         | 115       | 395       | 39         |
| 1969 | 73.783      | 73.783      | 100,0       | 117        | 63         | 54         | 630                       |         | 167       | 420       | 39         |
| 1980 | 83.951      | 85.000      | 98,8        | 96         | 50         | 46         | 874                       |         | 126       | 330       | 44         |
| 1990 | 198.200     | 198.600     | 99,8        | 222        | 150        | 72         | 892                       | 2       | 172       | 548       | 94         |
| 1999 | 162.400     | 163.400     | 99,4        | 189        | 115        | 74         | 859                       | 4       | 123       | 461       | 96         |
| 2000 | 162.400     | 163.400     | 99,4        | 195        | 121        | 74         | 832                       | 7       | 105       | 455       | 96         |
| 2001 | 162.400     | 163.400     | 99,4        | 184        | 116        | 68         | 882                       | 7       | 111       | 455       | 96         |
| 2002 | 180.053     | 181.553     | 99,2        | 187        | 120        | 67         | 962                       | 7       | 105       | 110       | 96         |
| 2003 | 180.053     | 181.553     | 99,2        | 186        | 124        | 62         | 968                       | 7       | 72        | 138       | 96         |
| 2004 | 181.689     | 184.278     | 98,6        | 174        | 112        | 62         | 1.044                     | 7       | 117       | 112       | 96         |
| 2010 | 162.837     | 168.001     | 96,9        | 182        | 115        | 67         | 894                       | 11      | 174       | 126       | 96         |
| 2014 | 174.400     | 181.116     | 96,3        | 173        | 112        | 61         | 1.008                     | 11      | 184       | 371       | 96         |
| 2017 | 175.000     | 181.000     | 96,7        | 156        | 97         | 59         | 1.121                     | 12      | 171       | 220       | 97         |
| 2020 | 176.360     | 182.450     | 96,7        | 156        | 97         | 59         | 1.130                     | 12      | 171       | 220       | 97         |
| 2022 | 194.000     | 201.500     | 96,3        | 157        | 98         | 59         | 1.235                     | 13      | 178       | 80        | 99         |
| 2023 | 194.400     | 201.927     | 96,3        | 159        | 100        | 59         | 1.222                     | 13      | 183       | 167       | 99         |